# Готокудайдзи-но Садайдзин
Токудайдзи Санесада (укр. 徳大寺実定, 1139 — 1 февраля 1192) — средневековый японский государственный деятель, поэт конца периода Хэйан. Известный под прозвищем Го-Токудайдзи Садайдзин (Левым министр поздний Токудайдзи).

## Биография
Происходил из знатного рода Токудайдзи, который был одной из ветвей рода Северных Фудзивара. Сын Токудайдзи Кинъёси, Правого министра, и дочери Фудзивара но Тоситады. Его дядей был поэт, составитель антологии «Сэндзайсю»  Фудзивара-но Тосинари. Родился 1139 году. 1144 году состоялась церемония совершеннолетия (гэмпуку). 1156 году получил младший третий ранг и вошел в кугэ (высшую знать). Уже 1158 году имел старший третий ранг и должность временного среднего государственного советника. Вскоре становится управляющим дворца императрицы Дзьосаймон-ин.
1169 году назначается постоянным средним советником. 1165 году получил младший второй ранг. 1177 становится старшим государственным советником. Сохранял ровные отношения с Тайра Киёмори, не поддерживая его полностью.
1183 году назначен дворцовым министром. В это время в Японии продолжалась война между Тайра и Минамото. В конце того же года власть в столице временно оказалась в руках Минамото-но Ёсинаки, чье войско захватило экс-императора Го-Сиракава. Санесада тогда взял временный отпуск по поводу траура, вероятно, связанного с этими событиями. В конце концов уступил пост дворцового министра в пользу Мацудоно Мороие, отец которого - сэссё Фудзивара но Мотофуса, пытался сделать сына главой клана Фудзивара.
В начале 1184 года, когда Минамото-но Ёсинака потерпел поражение и погиб, Мороие и Мотофуса потеряли власть. Тогда Токудайдзи Санесада вернулся на должность дворцового министра. 1186 году вновь назначается Правым министром, а 1189 — Левым министром.
Вскоре становится связующим звеном между императорским двором и военным правлением во главе с Минамото-но Ёритомо. 1191 году по состоянию здоровья Токудайдзи Санесада оставил должность и постригся в буддистские монахи под именем Нйоен. Умер в 1192 году.

## Творчество
Сочинял стихи канси и вака. Последние присутствуют в поэтических антологиях «Хякунин ис-сю», «Сендзай вака-сю» и «Син Кокин-сю». Имел собственный сборник «Рин лишь Сита-сю». Участвовал во многих поэтических состязаниях. Известен как сочинитель «имаё» («песен на современный лад»). Слыл искусным исполнителем священного дворцового действа «кагура». Стал героем многих преданий.
Является автором дневника «Нива Ендзу-се».